# Classic kaffe
VISATITEL

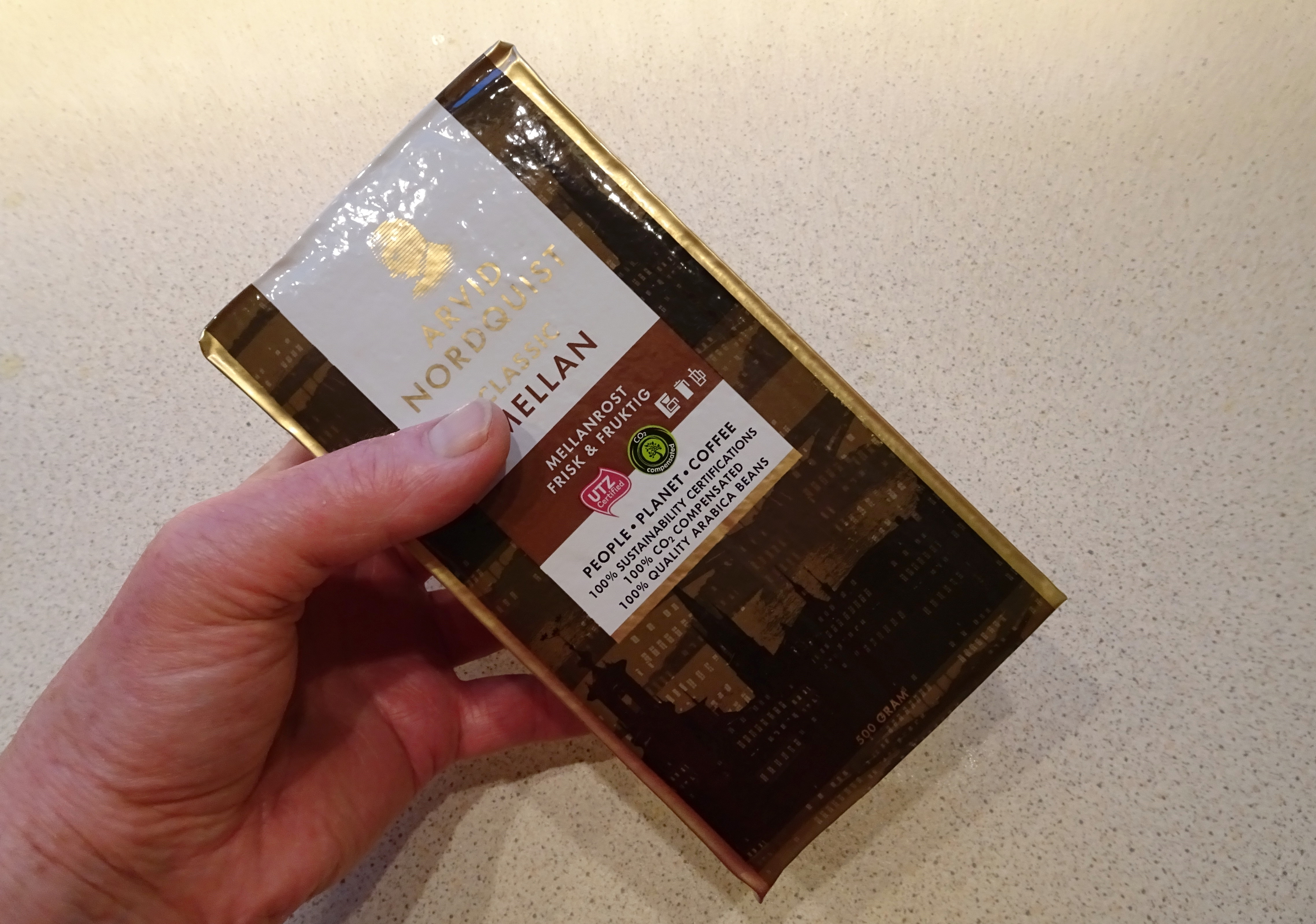
500 gram Classic kaffe "Mellan".

Arvid Nordquist Kaffe är ett varumärke för kaffe från Arvid Nordqvist H.A.B.. 

## Historik
Arvid Nordquist är ett svenskt, familjeägt rosteri och nordiskt försäljnings- och marknadsföringsbolag, grundat 1884 i Stockholm av delikatessförsäljaren Arvid Nordquist. 
När Arvid Nordquists son Bengt tog över företaget 1941 bestämde man att allt kaffe skulle rostas i Sverige för att kvaliteten lättare skulle kunna kontrolleras. Ett rosteri började byggas i Solna och stod färdigt 1961.
Rosteriet är känt för sitt fokus på kvalitet, hållbarhet och ursprung, och använder uteslutande 100 % arabicabönor. Sortimentet omfattar bryggkaffe, espresso och hela bönor i olika rostningsgrader, samt ekologiska och certifierade produkter.

## Historia & utveckling
- 1884 öppnade Arvid Nordquist sin första butik på Östermalm, Stockholm[3].
- 1961–62 byggdes ett eget rosteri i Solna och lanseringen av det ikoniska Classic-kaffet inleddes. [4]
- Sedan 2011 klimatkompenseras kaffet till 100 %, och 2017 introducerades fossilfri rostning. [5]
- 2019-2023 utsedd till Sveriges starkaste kaffevarumärke fem år i rad i Evimetrix Sweden Brand Awards.[6]
- 2024 påbörjades byggnationen av Sveriges första kafferosteri i trä. [7]

## Sortiment & hållbarhet
Arvid Nordquist Kaffe består av 100 % arabicabönor och inkluderar både malet kaffe och hela bönor i rostningsgrader från ljus till extra mörk. Sedan 2014 är hela kaffesortimentet certifierat enligt Rainforest Alliance eller Fairtrade. Deras Selection-serie är dessutom certifierat av EU-ekologiskt och KRAV. 
År 2024 påbörjades byggnationen av Sveriges första kafferosteri i trä och stod klar 2025. En viktig del av företagets långsiktiga klimatmål att halvera koldioxidutsläppen till 2030 (basår 2014).